# Ethan Maniquis
Ethan Maniquis (* 20. Jahrhundert) ist ein US-amerikanischer Filmeditor und Filmregisseur.

## Leben
Maniquis’ Arbeit wurde vor allem durch Robert Rodriguez beeinflusst, mit dem zusammen er 2010 den Film Machete drehte. Ethan Maniquis arbeitet vornehmlich mit Robert Rodriguez zusammen. Mit dem mexikanisch-amerikanischen Filmemacher arbeitete Maniquis bereits an Desperado, Four Rooms, From Dusk Till Dawn, Irgendwann in Mexico, Sin City, Planet Terror, Das Geheimnis des Regenbogensteins, Spy Kids 2 – Die Rückkehr der Superspione und Mission 3D.

## Filmografie (Auswahl)
| Als Filmeditor - 1997: Real Stories of the Donut Man - 2005: Secuestro Express - 2006: Im Fadenkreuz II – Achse des Bösen (Behind Enemy Lines II: Axis of Evil) - 2007: Planet Terror (Grindhouse: Planet Terror) - 2007: Death Proof – Todsicher (Grindhouse: Death Proof) - 2007: Grindhouse - 2008: Bei Anruf Liebe – The Other End Of The Line (The Other End Of The Line) - 2009: Das Geheimnis des Regenbogensteins (Shorts) - 2016: Hands of Stone – Fäuste aus Stein (Hands of Stone) - 2024: First Shift Als Editor der visuellen Effekte - 2001: The Man with No Eyes - 2002: Spy Kids 2 – Die Rückkehr der Superspione (Spy Kids 2: The Island of Lost Dreams) - 2003: Mission 3D (Spy Kids 3-D: Game Over) - 2003: Irgendwann in Mexico (Once Upon a Time in Mexico) | Als Schnittassistent - 1995: Desperado - 1995: Four Rooms - 1996: From Dusk Till Dawn - 1999: Passion and Romance: The Wings of the Dove - 2003: Irgendwann in Mexico (Once Upon a Time in Mexico) - 2005: Sin City Als Regisseur - 2010: Machete (in Zusammenarbeit mit Robert Rodriguez) |